# A Filosofia Perene
A Filosofia Perene é um estudo comparativo de misticismo e espiritualidade pelo escritor e romancista britânico Aldous Huxley. Seu título deriva da tradição teológica da filosofia perene.

## Contexto social e político
A Filosofia Perene foi publicada pela primeira vez em 1945, imediatamente após a Segunda Guerra Mundial (e a derrota do Nacional Socialismo) pela Harper & Brothers nos Estados Unidos (1946 por Chatto & Windus no Reino Unido). O texto da capa da primeira edição britânica explica: 
A Filosofia Perene é uma tentativa de apresentar este Máximo Fator Comum de todas as teologias em reunindo passagens dos escritos daqueles santos e profetas que se aproximaram de um conhecimento espiritual direto do Divino... 
 O livro oferece aos leitores, que supostamente estão familiarizados com a religião cristã e a Bíblia, uma nova abordagem empregando o misticismo oriental e ocidental:
```
  
```

O Sr. Huxley traz citações dos filósofos chineses taoístas, dos seguidores de Buda e Maomé, das escrituras brâmanes e dos místicos cristãos que vão desde São João da Cruz a William Law, dando preferência àqueles cujos escritos, frequentemente iluminados pelo gênio, não são familiares ao leitor moderno.
O parágrafo final do texto da capa afirma:

Neste trabalho profundamente importante, o Sr. Huxley não fez nenhuma tentativa de 'fundar uma nova religião'; mas ao analisar a Teologia Natural dos Santos, como ele descreveu, ele nos fornece um padrão absoluto de fé pelo qual podemos julgar tanto nossa depravação moral como indivíduos quanto o comportamento insano e muitas vezes criminoso das sociedades nacionais que criamos.

## Âmbito do livro
Nas palavras do poeta e antologista John Robert Colombo: 
"A Filosofia Perene" é essencialmente uma antologia de passagens curtas extraídas de textos orientais tradicionais e dos escritos de místicos ocidentais, organizados por assunto e tópico, com breves comentários de conexão. Nenhuma fonte específica é dada. Paginar através do índice dá ao leitor (ou não-leitor) uma ideia de quem e o que Huxley levou a sério. Aqui estão as entradas no índice que garantem duas linhas de referências de página ou mais:
Aquino, Agostinho, São Bernardo, Bhagavad-Gita, Buda, Jean Pierre Camus, Santa Catarina, Cristo, Chuang Tzu, "Nuvem do Desconhecido", Contemplação, Libertação, Desejo, Eckhart (cinco linhas, a pessoa mais citada), Eternidade, Fénelon, François de Sales, Divindade, Humildade, Idolatria, São João da Cruz, Conhecimento, Lankavatara Sutra, William Law (outras quatro linhas), Logos, Amor, Mahayana, Mente, Mortificação, Nirvana, Filosofia Perene (seis linhas, um total de 40 entradas em todos), Oração, Rumi, Ruysbroeck, Self, Shankara, Alma, Espírito, "Theologia Germanica", Verdade, Upanishads (seis diferentes são citados), Vontades, Verbos.

## Estilo do livro
Huxley deliberadamente escolheu citações menos conhecidas porque "a familiaridade com os escritos tradicionalmente consagrados tende a gerar, não de fato desprezo, mas... uma espécie de insensibilidade reverente,... uma surdez interior ao significado das palavras sagradas". Assim, por exemplo, o capítulo 5 sobre "Caridade" leva apenas uma citação da Bíblia, combinando-a com fontes menos familiares:
"Aquele que não ama não conhece a Deus, porque Deus é amor." 1 João iv
"Por amor Ele pode ser obtido e segurado, mas pelo pensamento nunca." A Nuvem do Desconhecido
"O astrolábio dos mistérios de Deus é o amor". Jalal-uddin Rumi
Huxley então explica: "Só podemos amar o que sabemos, e nunca podemos saber completamente o que não amamos. O amor é um modo de conhecimento..."
Huxley é bastante vago com suas referências: "Nenhuma fonte específica é dada".

## Estrutura do livro
A estrutura do livro consiste em:
- Uma breve introdução por Huxley, de pouco mais de 5 páginas.
- Vinte e sete capítulos (cada um com cerca de 10 páginas) de citações de sábios e santos sobre tópicos específicos, com "comentários curtos de conexão". Os capítulos não são agrupados de forma alguma, embora haja um tipo de ordem desde a natureza do Solo no início até exercícios práticos no final. Os Agradecimentos listam 27 livros dos quais foram feitas citações. Os títulos dos capítulos são:

- Tal és Tu
- The Nature of the Ground
- Personality, Sanctity, Divine Incarnation
- God in the World
- Charity
- Mortification, Non-Attachment, Right Livelihood
- Truth
- Religion and Temperament
- Self-Knowledge
- Grace and Free Will
- Good and Evil
- Time and Eternity
- Salvation, Deliverance, Enlightenment
- Immortality and Survival
- Silence
- Prayer
- Suffering
- Faith
- God is not mocked

- Tantum religio potuit suadere malorum ("A prática da religião leva as pessoas a praticarem o mal.")

- Idolatry
- Emotionalism
- The Miraculous
- Ritual, Symbol, Sacrament
- Spiritual Exercises
- Perseverance and Regularity
- Contemplation, Action, and Social Utility

- Uma bibliografia detalhada de pouco mais de 6 páginas.
- Um índice detalhado (duas colunas de letras pequenas, páginas).

## Recepção critica

### Nos Estados Unidos
A Filosofia Perene foi amplamente revisada quando publicada pela primeira vez em 1945, com artigos publicados na Book Week, Booklist, The Christian Century, Bull VA Kirkus 'Bookshop Serv., The Nation, The New Republic, The New Yorker, Saturday Review of Literature, Springfield. Republicano, New York Herald Tribune e o Wilson Bulletin.
O New York Times escreveu que, "Talvez o Sr. Huxley, em A Filosofia Perene, tenha, neste momento, escrito o livro mais necessário do mundo". O Times descreveu o livro como:

... antologia [que] é acima de tudo uma obra-prima de discernimento... Leibniz deu o nome de Filosofia Perene a este tema. O Sr. Huxley sistematizou e lidou com seus problemas de muitas ramificações, perigos e bem-aventuranças.
O Times também afirmou que, "É importante dizer que mesmo um agnóstico, até um materialista behaviorista... pode ler este livro com alegria. É a obra-prima de todas as antologias."
Da mesma forma, quarenta anos depois, Huston Smith, um erudito religioso, escreveu que, em A Filosofia Perene:

Huxley nos fornece a declaração mais sistemática de sua perspectiva madura. Seu comentário corrente lida com muitas das implicações sociais da metafísica de Huxley.
Nem toda a recepção foi tão positiva. Chad Walsh, escrevendo no Journal of Bible and Religion em 1948, falou sobre o distinto histórico familiar de Huxley, apenas para continuar:

O único fato surpreendente, e o que não poderia ter sido previsto pelo mais criterioso sociólogo ou psicólogo, é que em seus quarenta e poucos anos ele estava destinado a se voltar também para o misticismo, e que, desde sua conversão, ele seria um de um pequeno grupo na Califórnia escrevendo livros para ganhar o máximo de pessoas possível para a "filosofia perene" como um modo de vida.

### No Reino Unido
No Reino Unido, os revisores admiraram a abrangência da pesquisa de Huxley, mas questionaram seu jeito transmundano e foram hostis à sua crença no paranormal.
C. E. M. Joad escreveu em New Statesman and Society que, embora o livro fosse uma mina de aprendizado e o comentário de Huxley fosse profundo, os leitores ficariam surpresos ao descobrir que ele adotou uma série de crenças peculiares como o poder curativo das relíquias e presenças espirituais encarnadas em objetos sacramentais. Joad apontou que, se o argumento do livro está correto, somente aqueles que passaram pelas experiências religiosas nas quais ele se baseia são capazes de avaliar seu valor. Além disso, ele descobriu que o livro era dogmático e intolerante, "em que praticamente tudo o que queremos fazer é errado."
Finalmente, Joad afirmou que o erro de Huxley estava em seu "intelectualismo total" e que ele era conduzido por ideias não temperadas pela experiência humana comum.
Na revista Philosophy, o padre anglicano Rev. W. R. Inge comentou sobre as citações bem escolhidas do livro e o chamou de "provavelmente o mais importante tratado que tivemos sobre misticismo por muitos anos." Ele viu isso como prova de que Huxley era agora um filósofo místico, o que ele considerava um sinal encorajador. Inge apontou conflitos entre religiões e dentro da religião e concordou que uma reaproximação deve ser através da religião mística. No entanto, ele se perguntou se o livro, com sua transcendência da personalidade e desapego das preocupações do mundo, poderia não ser mais budista do que cristão. Ele concluiu sua revisão questionando a crença de Huxley nos fenômenos psíquicos.

### Em outros lugares
O autor canadense John Robert Colombo escreveu que, quando jovem, ele, como muitos outros na década de 1950, foi levado com entusiasmo pelo "volume cobiçado":

Todos os interessados em estudos da consciência ouviram falar de seu estudo chamado "A Filosofia Perene". Ele tem um título tão presciente e memorável. Seu uso do título impediu seu uso por qualquer outro autor, neuropsicólogo, tradicionalista ou entusiasta da Nova Era. O livro, de maneira tão nobre, fez muito para romantizar a noção de “perenialismo” e para lançar à sombra as tímidas noções cristãs de “ecumenismo” (protestantes dialogando com católicos, etc.) ou reuniões “inter-religiosas” (cristãos que se encontram com não-cristãos, etc.). Quem se importaria com as crenças dos batistas quando alguém poderia se importar com as práticas dos tibetanos?
Colombo também afirmou que:

Dolorosamente ausente dessas páginas está a sagacidade mordaz de Huxley e os insights sobre a natureza humana. É como se sua inteligência tivesse sido suspensa ou se encontrasse em um congelamento profundo de sua própria autoria. Quando se trata de selecionar citações curtas e às vezes longas, ele não é compilador como John Bartlett da fama de citações, mas ele encontra tempo para fazer algumas observações pessoais hábeis.

## A visão de Huxley da filosofia perene
A Introdução de Huxley à Filosofia Perene começa:

A metafísica que reconhece uma Realidade divina substancial ao mundo das coisas, vidas e mentes; a psicologia que encontra na alma algo semelhante ou mesmo idêntico à Realidade divina; a ética que coloca o fim do homem no conhecimento do imanente e transcendente Solo de todo ser - tal coisa é imemorial e universal.

Os rudimentos da Filosofia Perene podem ser encontrados entre as tradições tradicionais dos povos primitivos em todas as regiões do mundo e, em suas formas plenamente desenvolvidas, têm lugar em todas as religiões superiores. Uma versão deste Máximo Fator Comum em todas as teologias precedentes e subsequentes foi primeiro entregue com a escrita há mais de vinte e cinco séculos, e desde então o tema inesgotável tem sido tratado repetidas vezes, do ponto de vista de toda tradição religiosa e em todas as principais línguas da Ásia e da Europa.
No parágrafo seguinte, Huxley resume o problema mais sucintamente, dizendo: "O conhecimento é uma função do ser". Em outras palavras, se você não é adequado para saber algo, você não sabe disso. Isso faz com que conhecer o Fundamento de Todo Ser seja difícil, na opinião de Huxley. Portanto, ele conclui sua Introdução com:

Se alguém não é um sábio ou santo, o melhor que se pode fazer, no campo da metafísica, é estudar as obras daqueles que foram e que, por terem modificado seu modo de ser humano, eram capazes de um tipo e quantidade de conhecimento mais do que meramente humano.

## Dados de publicação
- A Filosofia Perene, 1945, Harper & Brothers
  - Harper Perennial 1990 edition: ISBN 0-06-090191-8
  - Edição Harper Modern Classics 2004: ISBN 0-06-057058-X
  - Edição de cassete de áudio 1995 de áudio de estudioso: ISBN 1-879557-29-0